# Texcatepec (Veracruz)
Texcatepec es una localidad del estado mexicano de Veracruz. Es cabecera del municipio de Texcatepec.

## Demografía
| Censo | Población |
| ----- | --------- |
| 1900  | 743       |
| 1910  | 840       |
| 1921  | 866       |
| 1930  | 1201      |
| 1940  | 305       |
| 1950  | 388       |
| 1960  | 704       |
| 1970  | 704       |
| 1980  | 803       |
| 1990  | 986       |
| 1995  | 873       |
| 2000  | 918       |
| 2005  | 957       |
| 2010  | 1114      |
| 2020  | 1030      |